# Alisma nanum
Alisma nanum är en enhjärtbladig växtart som beskrevs av Da Fang Cui. Alisma nanum ingår i släktet kranssvaltingar, och familjen svaltingväxter. Inga underarter finns listade i Catalogue of Life.